# Neptis charon
Neptis charon är en fjärilsart som beskrevs av Butler 1867. Neptis charon ingår i släktet Neptis och familjen praktfjärilar. Inga underarter finns listade i Catalogue of Life.